# 史蒂夫·史當頓
史蒂夫·史當頓（英語：Steve Staunton，1969年1月19日—）是一名愛爾蘭前職業足球運動員，出生於愛爾蘭的德洛赫達（Drogheda），在利物浦及阿士東維拉效力期間達到其職業巔峰，並且成為代表愛爾蘭上陣次數最多的球員，退役後轉任領隊，曾經執教愛爾蘭。

## 生平

### 球員

#### 球會
利物浦以前
史當頓是一名多方面的運動員，除為家鄉球隊鄧達克（Dundalk F.C.）作足球比賽外，亦代表勞斯郡（County Louth）出席「全愛爾蘭21歲以下蓋爾式足球錦標賽」（Gaelic U21 Football）。在17歲的時候還在鄧達克效力，但已引起利物浦的注意。1986年9月2日，利物浦領隊杜格利殊以2萬英鎊的廉宜轉會費收購史當頓。
利物浦
史當頓在利物浦的首兩季一直在預備隊接受訓練，在1987年至1988年賽季甚至被外借到巴拉福特，在那裡上陣8場。1988年9月17日，史當頓終於獲得正選上陣的機會，利物浦主場以1-1賽和熱刺，由於史當頓出色的表現，即使相比其他正在爭取衛冕聯賽冠軍的隊友缺乏經驗，也得以在剩下來的賽事裡一直留在陣容裡。在三天後的比賽，史當頓在80分鐘射進其效力利物浦的首個入球，但也不能阻止阿仙奴在「聯賽百年錦標」（Football League Centenary Tournament）準決賽以2-1擊敗利物浦。
由於隊長阿倫·漢臣（Alan Hansen）因傷缺陣，迫使原任左閘的加利·阿柏烈（Gary Ablett）移任中堅，史當頓獲得機會證明他在球星如雲的陣中有穩定及出色表現，成為協助利物浦衛冕冠軍的一分子。
1989年4月15日發生希斯堡慘劇後，史當頓是前往慰問死難者家屬並參加了許多葬禮的球員之一，這一場致命的足總盃準決賽在一個月後重賽，利物浦以3-1擊敗諾定咸森林。
史當頓在溫布萊球場出戰足總盃決賽，他在加時初段被替換下場，利物浦最終在這場利物浦市打吡戰裡以 3-2 擊敗勁敵愛華頓。在這個賽季，利物浦遺憾告終，在主場對阿仙奴的決定性比賽裡，「兵工廠」需要淨勝兩球才能奪得聯賽錦標，半場開賽後不久，阿仙奴有一球的領先優勢，在完場前，米高·湯馬士（Michael Thomas）突破「紅軍」的中路防守，並射入一球，阻止利物浦奪得第二次聯賽及足總盃雙料冠軍。
翌年，史當頓也經常上陣，協助利物浦重奪聯賽冠軍。在1991年8月7日，史當頓出人意表地被出售予阿士東維拉，轉會費110萬英鎊。
阿士東維拉
1991年8月17日，史當頓首次為阿士東維拉上陣，他還射入了一球，協助阿士東維拉在希爾斯堡球場以3-2擊敗錫周三。
史當頓適應了維拉公園球場的生活，在1994年協助阿士東維拉以3-1爆冷擊敗曼聯，捧走聯賽盃。在其後的四年內，他又再贏得另一面聯賽盃獎牌，這一次，史當頓作為後備，且並沒有替補上場，阿士東維拉終以3-0擊敗列斯聯。
重返晏菲路球場
史當頓與阿士東維拉的合約屆滿，讓人感到意外的是，利物浦的雙領隊及根據免費簽回史當頓。
1999年9月27日默西塞德德比主場對愛華頓，利物浦門將韋斯達維特（Sander Westerveld）與對方前鋒謝菲斯（Francis Jeffers）對打而雙雙被罰離場，由於利物浦已用盡替換名額，史當頓因而在餘下的15分鐘比賽擔任門將。
這一次，他在利物浦效力了兩年，他曾經在2000年10月被短期租借到水晶宮，為水晶宮上陣6場，接著他被召回利物浦，2000年11月23日，史當頓參與他在利物浦的最後一場賽事，利物浦在該場歐協盃對陣希臘球隊奧林比亞高斯的比賽裡以2-2握手言和，史當頓下半場替補查奧爾（Djimi Traoré）上陣。
再訪維拉公園;
2000年12月7日，史當頓再次以自由身重返阿士東維拉，在該季剩下來的聯賽賽事，史當頓上陣14場，在其後的兩個賽季，史當頓也是阿士東維拉的重心球員，他共為維拉上陣達350場次，貢獻了16個入球。不過，他在重返阿士東維拉後只能在對蘇黎世的歐洲足協圖圖盃賽事裡打進了一個入球。
高雲地利;
史當頓繼續其職業生涯，在2003年8月15日加盟高雲地利。2003年8月16日，他初次代表高雲地利上陣，在該場比賽裡，高雲地利主場以0-0賽和華素爾。他一直留在「天藍部隊」直到2005年夏季，共上陣75場。
華素爾
合約到期時，史當頓決定不再續約高雲地利。2005年8月2日，史當頓加入黑鄉（Black Country）球會華素爾。他在比斯葛上陣僅10場，兼任助理教練直至2006年1月16日他被任命為愛爾蘭領隊才結束。2005年除夕，他以隊長的身分上陣對黑池，結果以2-0獲勝，這是他最後一場以足球員的身分上陣。

#### 國家隊
史當頓於1988年10月首次代表愛爾蘭上陣，當時球隊以4-0大勝突尼西亞。
1990年，領隊傑克·查爾頓帶領愛爾蘭首次闖進世界盃決賽階段。陣容裡最年輕的史當頓在每場比賽也有上陣，擔任左閘（他在球會裡也曾轉任中堅及中場）。愛爾蘭最終在八強被意大利淘汰出局。
史當頓亦代表愛爾蘭出戰在美國舉辦的1994年世界盃。史當頓在每場比賽也有上陣，最終被荷蘭淘汰出局。儘管史當頓是愛爾蘭的正選球員，但愛爾蘭卻不能出線參與英格蘭舉辦的1996年歐洲國家盃及法國舉辦的1998年世界盃足球賽。
在其後，愛爾蘭得以出線參加分別在日本及南韓舉行的2002年世界盃。在十二年前，史當頓的國家隊隊長米克·麥卡錫（Mick McCarthy）在當時正是愛爾蘭的主教練，由於堅尼不再代表國家隊上陣，麥卡錫遂任命史當頓為隊長。
在這一屆的世界盃，史當頓再次無一例外地在全部比賽上陣。對於史當頓來說，6月5日在分組賽以1-1賽和德國的比賽別具意義，因為這是他代表國家隊第一百次上陣。他與加里·布林（Gary Breen）合組的中路防線讓人印象深刻。
史當頓是唯一一位代表國家隊上陣逾百次的球員。愛爾蘭在十六強遭遇西班牙，在法定比賽時間完結時戰至1-1，終在十二碼階段2-3被淘汰出局。史當頓在代表國家隊上陣 102 場後宣布在國家隊退役。
史當頓曾兩次開角球直接進門，其中一球是1992年6月7日對葡萄牙的比賽，愛爾蘭以2-0取勝。另一球則是1993年3月31日在都柏林舉行的世界盃外圍賽，愛爾蘭以3-0擊敗北愛爾蘭。

### 領隊
愛爾蘭領隊
愛爾蘭未能出線參與2006年世界盃，主教練布萊恩·卡爾（Brian Kerr）的合同結束後不獲續約。以前愛爾蘭足球協會財務主管約翰·德萊尼（John Delaney）為首的愛爾蘭足球協會附屬委員會因尋找布萊恩·卡爾的繼承人而組成。德萊尼向公眾保證一位世界級的主教練會帶領國家隊爭取2008年歐洲國家盃的參賽資格。據傳言有機會成為新任愛爾蘭主教練的分別有、（Terry Venables）及博比·罗布森（Bobby Robson）。
2006年1月12日，作為球員兼助理教練的史當頓在華素爾獲解約，數日後，愛爾蘭官方宣佈任命史當頓為愛爾蘭主教練，簽約4年。這引起了一些衝擊，因為史當頓缺乏執教及管理經驗。史當頓在上任後便請來他的前隊友、阿士東維拉預備隊教練奇雲·麥當勞（Kevin McDonald）作為愛爾蘭教練，而經驗豐富的博比·罗布森則出任新設的「國際顧問」從旁協助。
|                      | 我知道我的球隊會把他們豐富的經驗及才能展示在往後的挑戰裡。 |
| ——愛爾蘭主教練史當頓 |                                                            |

史當頓的國家隊領隊生涯卻有一個夢幻般的開始，史當頓稱之為「如神話般」。2006年3月1日，他帶領愛爾蘭以、（首次出任隊長）及米拿（Liam Miller）的入球以3-0擊敗瑞典。不過，好景不常，愛爾蘭在接下來的兩場友誼賽都相繼敗陣，首場是在2006年5月23日以0-1負於智利，其後於8月16日更以0-4在蘭斯當路運動場（Lansdowne Road）大敗予荷蘭，這是愛爾蘭近四十年來最大的主場敗績。
2006年8月14日，在對荷蘭賽前，史當頓在球隊下塌的酒店門前被一名男子用槍指嚇，後來證實那只是烏茲衝鋒槍的贗品。
該名 31 歲的男子在鄰近的沙灘被警方拘捕，在翌日獲釋。雖然沒有人被害，但對於史當頓和愛爾蘭足球協會來說是一場公關災難（愛爾蘭國家隊成員在酒店遇襲已不是第一次），史當頓和愛爾蘭足球協會都備受愛爾蘭公眾質疑。
愛爾蘭在斯圖加特挑戰德國，雖然表現甚佳，但結果以0-1飲恨。在比賽的下半場，史當頓憤怒地把水瓶踢進場內，被裁判趕離賽場。禍不單行，在2006年10月7日的歐洲國家盃資格賽，愛爾蘭在尼科西亞以2-5大比數負於弱旅塞浦路斯。由於上場對德國的比賽被逐，史當頓只能在觀眾席上觀看比賽。這次大敗令史當頓在下一場比賽裡面臨更大的壓力。在10月11日對捷克的比賽裡，球隊的演出有所改善，終賽和1-1，史當頓的壓力稍減。
接著，愛爾蘭大勝聖馬力諾5-0，是史當頓帶隊以來首場競爭性比賽勝仗，史當頓甚為激動，這亦是愛爾蘭最後一場在蘭斯當路運動場進行的比賽。而在客場的比賽，愛爾蘭只能在補時5分鍾憑曼城小將史提芬·艾利蘭的入球以2-1擊敗世界排名第195位的聖馬力諾，民眾開始更激烈地高呼史當頓退位，但史當頓仍獲愛爾蘭足球協會的支持。
愛爾蘭其後重拾勇態，在主場以1-0分別擊敗威爾士及斯洛伐克，使愛爾蘭逼近歐洲國家盃資格賽D組的第二位。愛爾蘭電視電台解說員比爾·歐賀利在愛爾蘭對斯洛伐克的比賽裡說：「愛爾蘭正在爭取歐洲國家盃的資格，又有誰會想到？」。2007年8月22日，愛爾蘭的勇態持續，在哥本哈根的友誼賽裡以4-0大勝丹麥，史當頓對此十分高興。
不過，連串勝利過後卻是失敗的開端，在9月份的五天內，受傷患困擾的愛爾蘭在兩場比賽裡失去了五分，讓愛爾蘭在歐洲國家盃資格賽的強勢終止。9月8日，領先到補時階段，馬歷·施治為斯洛伐克追平愛爾蘭2-2至完場，使愛爾蘭僅能以一分的優勢暫列歐洲國家盃外圍賽D組的次名。史當頓對此表示失望。四天後的9月12日，愛爾蘭對捷克，以0-1敗走布拉格。10月13日，愛爾蘭在克羅公園體育場（Croke Park）迎戰德國，雙方互交白卷言和，德國首先確定出線資格。在四天後再在同一場地以1-1賽和塞浦路斯。這時，捷克亦已確認出線，愛爾蘭未能參與2008年歐洲國家盃。
球迷不滿國家隊的表現，一些足球權威認為史當頓可能會被辭退，愛爾蘭足球協會召開緊急會議商討有關史當頓的去留。在此前，約翰·德萊尼接受「愛爾蘭電視電台」的訪問時拒絕回應公眾對主教練的指責，並嘗試推缷當初任命史當頓為主教練的責任。史當頓也沒有辭任，他並表示想履行還有四年的合約。
2007年10月23日晚上，愛爾蘭足球協會租用「都柏林皇冠假日酒店」的兩間行政套房開會。在經過6小時的會議後，愛爾蘭足球協會決定終止史當頓21個月不穩定的執教生涯，由（Don Givens）出任看守領隊。
列斯聯
2008年2月4日，史當頓會晤列斯聯新任主教練麥亞里士打，兩人曾在高雲地利共事，史當頓在不久後被任命為列斯聯助理教練，但隨著麥亞里士打被辭退，史當頓亦離開列斯聯。
達寧頓
2009年10月5日史當頓接任位列英乙榜末達寧頓的領隊，僅簽約到球季結束。在任教5個月後，球隊於23場聯賽僅取得4場勝仗，仍然敬陪末席距離安全線達19分，他於2010年3月21日終於難逃被解職的命運。
新特蘭
2011年8月22日史當頓獲聘加入新特蘭的教練團，擔任球探角色。

## 榮譽
- 甲組聯賽冠軍：1990年（利物浦）
- 足總盃：1989年（利物浦）
- 聯賽盃：1994年及1996年（阿士東維拉）
- 慈善盾：1988年及1990年（利物浦）

## 執教統計
截至2007年10月24日，
| 球隊   | 國家   | 開始執教日期  | 最後執教日期   | 成績 | 成績 | 成績 | 成績 | 成績  |
| 球隊   | 國家   | 開始執教日期  | 最後執教日期   | 賽   | 勝   | 負   | 和   | 勝率  |
| ------ | ------ | ------------- | -------------- | ---- | ---- | ---- | ---- | ----- |
| 愛爾蘭 | 爱尔兰 | 2006年1月14日 | 2007年10月23日 | 17   | 6    | 5    | 6    | 35.29 |

## 外部連結
- 史當頓的職業統計 足球基地
- 史當頓的執教職業統計
- 曾效力利物浦的球員
- 史當頓生平（页面存档备份，存于）
- 球員資料
- 愛爾蘭任命史當頓為主枚練（页面存档备份，存于）
- 利物浦1986/87年至1990/91年賽季紀錄（页面存档备份，存于）
- 阿士東維拉1991/92年至1993/94年賽季紀錄（页面存档备份，存于）
- 阿士東維拉1994/95年至1997/98年賽季紀錄（页面存档备份，存于）
- 利物浦1998/99年至2000/01年賽季紀錄（页面存档备份，存于）
- 高雲地利2003/04年至2005/06年賽季紀錄（页面存档备份，存于）
- 愛爾蘭在2002年世界盃的紀錄（页面存档备份，存于）

| 體育角色       | 體育角色              | 體育角色           |
| -------------- | --------------------- | ------------------ |
| 前任： 萊·堅尼 | 愛爾蘭國家隊隊長 2002 | 繼任： 肯尼·坎寧安 |